# Mercedes-Maybach SL
Maybach-Mercedes SL 680 (debiut wiosną 2025 roku) jest pierwszym sportowym Mercedesem ze znaczkiem Maybacha. Model ma 585 KM z Mercedesa-AMG GT 63 4Matic+ i prędkość maksymalna tego kabrioleta wynosi 315 km/h. Model jest dostępny w dwóch stylizacjach: Red Ambience i White Ambience. Maybach tego czasu oferował tylko luksusowe Mercedesy (np. S klasę i GLS). Model ten bazuje na Mercedesie SL-u 7 generacji (2022-teraz) .